# Deutsche Motorfahrzeugfabrik
Die Deutsche Motorfahrzeugfabrik GmbH war ein deutscher Hersteller von Automobilen.

## Unternehmensgeschichte
Das Unternehmen aus Berlin begann 1907 mit der Produktion von Automobilen. Der Markenname lautete Autognom. Die Fahrzeuge wurden auf der Berliner Automobilausstellung und dem Pariser Automobilsalon präsentiert. Im gleichen Jahr endete die Produktion. Die Motorfahrzeugfabrik Roland Brandt übernahm die Konkursmasse.

## Fahrzeuge

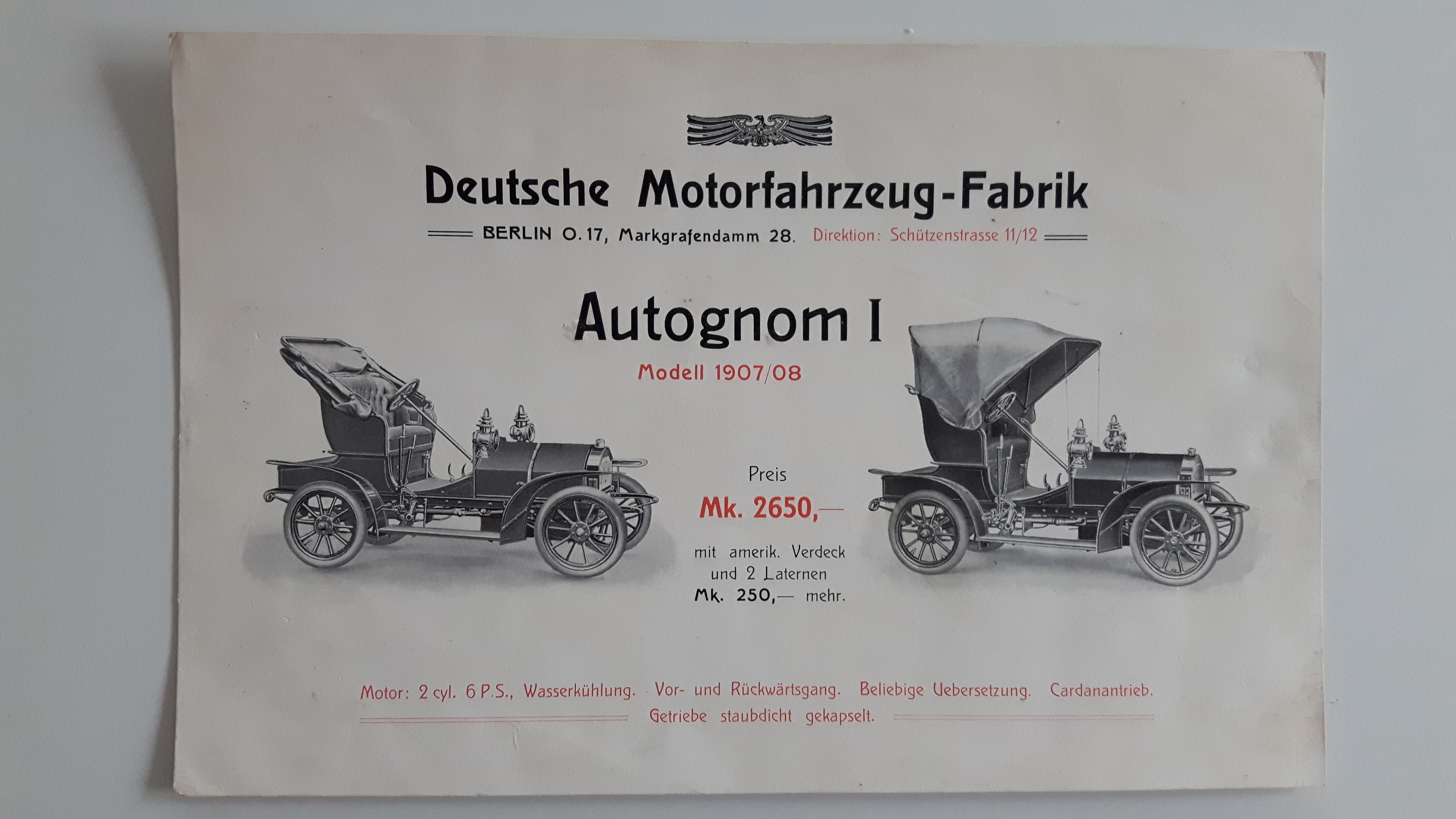
Modell Autognom I, 1907/08

Das einzige Modell war ein Kleinwagen.